# Liste der Baudenkmäler in Kastelruth
Die Liste der Baudenkmäler in Kastelruth (ladinisch Ciastel, italienisch Castelrotto) enthält die 62 als Baudenkmäler ausgewiesenen Objekte auf dem Gebiet der Gemeinde Kastelruth in Südtirol.
Basis ist das im Internet einsehbare offizielle Verzeichnis der Baudenkmäler in Südtirol. Dabei kann es sich beispielsweise um Sakralbauten, Wohnhäuser, Bauernhöfe und Adelsansitze handeln. Die Reihenfolge in dieser Liste orientiert sich an der Bezeichnung, alternativ ist sie auch nach der Adresse oder dem Datum der Unterschutzstellung sortierbar.

## Liste
| Foto |                 | Bezeichnung                                                        | Standort                                                         | Eintragung                   | Beschreibung | Metadaten                                                 |
| ---- | --------------- | ------------------------------------------------------------------ | ---------------------------------------------------------------- | ---------------------------- | --- | --------------------------------------------------------- |
| ja   | Datei hochladen | Aichach ID: 15330                                                  | 46° 32′ 43″ N, 11° 31′ 38″ O Fraktion: St. Oswald                | 8. Apr. 1980 (BLR-LAB 1908)  | Burgruine, 1234 erstmals erwähnt | KG: Kastelruth Grundparzelle: 6524, 6525                  |
| ja   | Datei hochladen | Brandhof ID: 50084                                                 | 46° 32′ 18″ N, 11° 33′ 28″ O Fraktion: Seis                      | 17. Nov. 2003 (BLR-LAB 4112) | zweigeschoßiges Bauernhaus aus der ersten Hälfte des 19. Jahrhunderts | KG: Kastelruth Bauparzelle: 664                           |
| ja   | Datei hochladen | Col de Sëura ID: 15305                                             | Pineisstraße 46° 34′ 31″ N, 11° 38′ 22″ O Fraktion: Runggaditsch | 8. Apr. 1980 (BLR-LAB 1908)  | Wohnhaus | KG: Kastelruth Bauparzelle: 314                           |
| ja   | Datei hochladen | Dreifaltigkeitskapelle beim Drockerhof ID: 18151                   | 46° 33′ 2″ N, 11° 31′ 38″ O Fraktion: St. Oswald                 | 27. Nov. 1995 (BLR-LAB 6191) | barocke Wegkapelle aus dem 18. Jahrhundert | KG: Kastelruth Bauparzelle: 3075, 744                     |
| ja   | Datei hochladen | Fischerhaus ID: 15289                                              | Kofelgasse 3 46° 34′ 7″ N, 11° 33′ 33″ O                         | 8. Apr. 1980 (BLR-LAB 1908)  | Wohnhaus, Fassadenerker mit barocken Fresken | KG: Kastelruth Bauparzelle: 39                            |
| ja   | Datei hochladen | Frühmesserhaus ID: 18239                                           | Bühlweg 10 46° 34′ 6″ N, 11° 33′ 37″ O                           | 20. Jan. 1997 (BLR-LAB 136)  | dreigeschoßiges Wohnhaus | KG: Kastelruth Bauparzelle: 9                             |
| ja   | Datei hochladen | Gasthof Goldenes Rössl ID: 15283                                   | Krausplatz 46° 34′ 4″ N, 11° 33′ 36″ O                           | 30. Mai 1960 (MD)            | Bau aus dem 15. Jahrhundert | KG: Kastelruth Bauparzelle: 14/1                          |
| ja   | Datei hochladen | Gasthof Turm ID: 15288                                             | Kofelgasse 8 46° 34′ 6″ N, 11° 33′ 34″ O                         | 6. Mai 1960 (MD)             | dreigeschoßiger Bau | KG: Kastelruth Bauparzelle: 36/1, 36/3                    |
| ja   | Datei hochladen | Greilenstein ID: 15295                                             | Plojerweg 46° 33′ 43″ N, 11° 33′ 32″ O                           | 6. Juli 1979 (BLR-LAB 3968)  | Wohnhaus mit eingebautem Turm aus dem 13. Jahrhundert | KG: Kastelruth Bauparzelle: 126                           |
| ja   | Datei hochladen | Hauenstein ID: 15328                                               | 46° 32′ 11″ N, 11° 34′ 7″ O Fraktion: Seis                       | 8. Apr. 1980 (BLR-LAB 1908)  | Burgruine aus dem 12. Jahrhundert, Wohnsitz Oswalds von Wolkenstein | KG: Kastelruth Grundparzelle: 5987                        |
| ja   | Datei hochladen | Hotel Salegg ID: 50089                                             | Schlernstraße 45 46° 32′ 14″ N, 11° 33′ 20″ O Fraktion: Seis     | 22. Apr. 2003 (BLR-LAB 1287) | 1903 errichtete Hotelanlage | KG: Kastelruth Bauparzelle: 665                           |
| ja   | Datei hochladen | Innerpitschuel ID: 15306                                           | Pineisstraße 46° 34′ 12″ N, 11° 38′ 36″ O Fraktion: Runggaditsch | 8. Apr. 1980 (BLR-LAB 1908)  | Wohnhaus | KG: Kastelruth Bauparzelle: 332                           |
| ja   | Datei hochladen | Kampedeller ID: 15321                                              | 46° 32′ 33″ N, 11° 32′ 11″ O Fraktion: St. Vigil                 | 8. Apr. 1980 (BLR-LAB 1908)  | Wohnhaus | KG: Kastelruth Bauparzelle: 693                           |
| ja   | Datei hochladen | Kapelle beim Flösser ID: 15324                                     | 46° 34′ 2″ N, 11° 31′ 21″ O                                      | 17. Dez. 1990 (BLR-LAB 8107) | Bau aus dem 18. oder 19. Jahrhundert | KG: Kastelruth Bauparzelle: 737                           |
| ja   | Datei hochladen | Kofelgasse 6 ID: 15287                                             | Kofelgasse 6 46° 34′ 6″ N, 11° 33′ 34″ O                         | 8. Apr. 1980 (BLR-LAB 1908)  | zweigeschoßiger Bau mit Hausgang aus dem 16. Jahrhundert | KG: Kastelruth Bauparzelle: 35/1                          |
| ja   | Datei hochladen | Kranebitter in St. Vigil ID: 18215                                 | 46° 32′ 21″ N, 11° 32′ 41″ O Fraktion: St. Vigil                 | 16. Juni 1997 (BLR-LAB 2742) | Wohnhaus, um 1750 bemalte Barockfassade | KG: Kastelruth Bauparzelle: 670/1                         |
| ja   | Datei hochladen | Ladinser ID: 15296                                                 | 46° 33′ 58″ N, 11° 34′ 32″ O Fraktion: Tiosels                   | 8. Apr. 1980 (BLR-LAB 1908)  | nach 1848 erbautes Wohnhaus mit Fassadenfresko | KG: Kastelruth Bauparzelle: 134                           |
| ja   | Datei hochladen | Lafay ID: 15292                                                    | Lafayweg 46° 34′ 17″ N, 11° 33′ 58″ O                            | 20. Nov. 1950 (MD)           | Ansitz | KG: Kastelruth Bauparzelle: 78                            |
| ja   | Datei hochladen | Lafogler ID: 15298                                                 | Bühlweg 46° 34′ 26″ N, 11° 34′ 43″ O                             | 8. Apr. 1980 (BLR-LAB 1908)  | Wohnhaus | KG: Kastelruth Bauparzelle: 155                           |
| ja   | Datei hochladen | Lampele-Hof in St. Michael ID: 50481                               | 46° 34′ 29″ N, 11° 35′ 47″ O Fraktion: St. Michael               | 10. Dez. 2001 (BLR-LAB 4481) | Bauernhaus mit Stubentäfelung | KG: Kastelruth Bauparzelle: 170                           |
| ja   | Datei hochladen | Maria-Hilf-Kirche in Seis ID: 15317                                | 46° 32′ 42″ N, 11° 33′ 35″ O Fraktion: Seis                      | 8. Apr. 1980 (BLR-LAB 1908)  | 1657 geweiht | KG: Kastelruth Bauparzelle: 614                           |
| ja   | Datei hochladen | Marienkapelle auf der Seiser Alm ID: 15312                         | 46° 30′ 40″ N, 11° 41′ 15″ O Fraktion: Seiser Alm                | 8. Apr. 1980 (BLR-LAB 1908)  | in gotisierenden Formen 1857 errichtet | KG: Kastelruth Bauparzelle: 457/1                         |
| ja   | Datei hochladen | Mendelhaus ID: 50080                                               | Vogelweidergasse 4 46° 34′ 4″ N, 11° 33′ 33″ O                   | 8. Okt. 2001 (BLR-LAB 3531)  | 1886 erbaut, Fassadenbemalung in neubarocken Stilformen | KG: Kastelruth Bauparzelle: 30/2                          |
| ja   | Datei hochladen | Mühle beim Malenger ID: 15320                                      | 46° 32′ 30″ N, 11° 32′ 34″ O Fraktion: St. Vigil                 | 8. Apr. 1980 (BLR-LAB 1908)  | gemauerte Mühle | KG: Kastelruth Bauparzelle: 685                           |
| ja   | Datei hochladen | Obere, mittlere und untere Mühle am Pufler Bach ID: 15310          | 46° 33′ 24″ N, 11° 38′ 3″ O Fraktion: Pufels                     | 8. Apr. 1980 (BLR-LAB 1908)  | drei gemauerte Mühlen: Die links angegebenen Geokoordinaten beziehen sich auf die obere Mühle. Die mittlere Mühle befindet sich auf Position 46° 33′ 25,6″ N, 11° 38′ 3,3″ O, die untere Mühle auf 46° 33′ 27,3″ N, 11° 38′ 6″ O. | KG: Kastelruth Bauparzelle: 371, 372, 373                 |
| ja   | Datei hochladen | Oberpray mit Wirtschaftsgebäude ID: 15280                          | Kofelgasse 46° 34′ 8″ N, 11° 33′ 36″ O                           | 6. Mai 1950 (MD)             | Ansitz | KG: Kastelruth Bauparzelle: 3, 4                          |
| ja   | Datei hochladen | Oswald-von-Wolkenstein-Platz 7 ID: 15284                           | Oswald-von-Wolkenstein-Platz 7 46° 34′ 3″ N, 11° 33′ 37″ O       | 8. Apr. 1980 (BLR-LAB 1908)  | Wohnhaus mit spätgotischem Erker und barockem Fassadenfresko | KG: Kastelruth Bauparzelle: 19                            |
| ja   | Datei hochladen | Panider ID: 15300                                                  | 46° 34′ 50″ N, 11° 37′ 2″ O Fraktion: St. Michael                | 8. Apr. 1980 (BLR-LAB 1908)  | Wohnhaus mit spätgotischen Mauern | KG: Kastelruth Bauparzelle: 182                           |
| ja   | Datei hochladen | Pfarrkirche Seis ID: 15327                                         | 46° 32′ 38″ N, 11° 33′ 39″ O Fraktion: Seis                      | 17. Dez. 1990 (BLR-LAB 8107) | Baubeginn 1937 | KG: Kastelruth Bauparzelle: 1804                          |
| ja   | Datei hochladen | Pfarrkirche St. Peter und Paul mit Turm und Friedhof ID: 15279     | 46° 34′ 6″ N, 11° 33′ 36″ O                                      | 8. Apr. 1980 (BLR-LAB 1908)  | dreischiffige klassizistische Kirche errichtet zwischen 1846 und 1849, Turm mit Zwiebelhaube von 1753 | KG: Kastelruth Bauparzelle: 1, 34 Grundparzelle: 67       |
| ja   | Datei hochladen | Pfarrwidum Pufels ID: 15308                                        | 46° 33′ 54″ N, 11° 38′ 8″ O Fraktion: Pufels                     | 17. Dez. 1990 (BLR-LAB 8107) | Widum im Kern aus dem 17. Jahrhundert | KG: Kastelruth Bauparzelle: 357                           |
| ja   | Datei hochladen | Pfleger-Stadl ID: 15325                                            | 46° 32′ 43″ N, 11° 31′ 39″ O Fraktion: St. Oswald                | 8. Apr. 1980 (BLR-LAB 1908)  | Wirtschaftsgebäude unterhalb der Ringmauer der Burgruine Aichach | KG: Kastelruth Bauparzelle: 747                           |
| ja   | Datei hochladen | Plattenstraße 10 ID: 15290                                         | Plattenstraße 10 46° 34′ 6″ N, 11° 33′ 31″ O                     | 8. Apr. 1980 (BLR-LAB 1908)  | im Keller mittelalterliche Mauerreste des Turms Ödenberg, später zum heutigen Haus umgebaut, Fassadenfresko um 1900 | KG: Kastelruth Bauparzelle: 44                            |
| ja   | Datei hochladen | Ploner ID: 15314                                                   | 46° 33′ 3″ N, 11° 34′ 3″ O Fraktion: St. Valentin                | 8. Apr. 1980 (BLR-LAB 1908)  | Wohnhaus mit Fassadenbemalung | KG: Kastelruth Bauparzelle: 563/1                         |
| ja   | Datei hochladen | Plunerschneider ID: 15285                                          | 46° 34′ 4″ N, 11° 33′ 33″ O                                      | 6. Mai 1950 (MD)             | Wohnhaus mit Zinnengiebeln | KG: Kastelruth Bauparzelle: 30/1                          |
| ja   | Datei hochladen | Pseier ID: 15315                                                   | 46° 33′ 6″ N, 11° 33′ 58″ O Fraktion: St. Valentin               | 6. Mai 1950 (MD)             | spätmittelalterlicher Hof mit Fassadenfresken | KG: Kastelruth Bauparzelle: 564                           |
| ja   | Datei hochladen | Rathaus ID: 15286                                                  | Krausplatz 1 46° 34′ 5″ N, 11° 33′ 34″ O                         | 8. Apr. 1980 (BLR-LAB 1908)  | ehemaliger Ansitz Krausegg, errichtet zwischen 1603 und 1607 | KG: Kastelruth Bauparzelle: 33                            |
| ja   | Datei hochladen | Rescion de Sot ID: 15311                                           | Vidalongstraße 46° 34′ 14″ N, 11° 40′ 12″ O Fraktion: Überwasser | 8. Apr. 1980 (BLR-LAB 1908)  | mittelalterliches Holz-Wohnhaus | KG: Kastelruth Bauparzelle: 397/1                         |
| ja   | Datei hochladen | Ritsch ID: 15299                                                   | 46° 34′ 25″ N, 11° 35′ 40″ O                                     | 8. Apr. 1980 (BLR-LAB 1908)  | mittelalterliches Wohnhaus | KG: Kastelruth Bauparzelle: 168                           |
| ja   | Datei hochladen | Salegg ID: 15329                                                   | 46° 32′ 10″ N, 11° 33′ 30″ O Fraktion: Seis                      | 8. Apr. 1980 (BLR-LAB 1908)  | Burgruine, erbaut gegen Ende des 12. Jahrhunderts | KG: Kastelruth Grundparzelle: 6002/5                      |
| ja   | Datei hochladen | Sattler ID: 15323                                                  | 46° 33′ 24″ N, 11° 31′ 44″ O Fraktion: St. Oswald                | 8. Apr. 1980 (BLR-LAB 1908)  | Bau vom Ende des 16. Jahrhunderts | KG: Kastelruth Bauparzelle: 723                           |
| ja   | Datei hochladen | Schgaguler ID: 15297                                               | Bühlweg 46° 34′ 23″ N, 11° 34′ 40″ O                             | 8. Apr. 1980 (BLR-LAB 1908)  | mittelalterliches Wohnhaus, später erweitert | KG: Kastelruth Bauparzelle: 145                           |
| ja   | Datei hochladen | Schoberstein mit Wirtschaftsgebäude ID: 15281                      | 46° 34′ 10″ N, 11° 33′ 38″ O                                     | 20. Nov. 1950 (MD)           | mittelalterliches Wohnhaus, später erhöht, Stadel mit Strohdach | KG: Kastelruth Bauparzelle: 6/1, 6/2                      |
| ja   | Datei hochladen | Schulmeister ID: 15293                                             | 46° 34′ 3″ N, 11° 33′ 47″ O                                      | 20. Nov. 1950 (MD)           | Wohnhaus | KG: Kastelruth Bauparzelle: 86/1, 86/2, 86/3              |
| ja   | Datei hochladen | St. Anna in Ploj ID: 15294                                         | St.-Anna-Weg 46° 33′ 48″ N, 11° 33′ 28″ O                        | 8. Apr. 1980 (BLR-LAB 1908)  | Kapellenbau aus der ersten Hälfte des 18. Jahrhunderts | KG: Kastelruth Bauparzelle: 99                            |
| ja   | Datei hochladen | St. Anton am Kofel mit Kalvarienberg-Kapellen ID: 15291            | 46° 34′ 12″ N, 11° 33′ 36″ O                                     | 8. Apr. 1980 (BLR-LAB 1908)  | zweigeschoßige Kapelle vom Ende des 17. Jahrhunderts, etwas höher gelegene Kalvarienberg-Kapelle mit reichen Stuckaturen und Klostergewölbe                                                                                       | KG: Kastelruth Bauparzelle: 66, 1795 Grundparzelle: 1, 2  |
| ja   | Datei hochladen | St. Leonhard mit Friedhofskapelle und Friedhof in Pufels ID: 15309 | 46° 33′ 51″ N, 11° 38′ 12″ O Fraktion: Pufels                    | 8. Apr. 1980 (BLR-LAB 1908)  | romanischer Turm, Kirchenerweiterungen 1555, 1740, 1845 und 1855 | KG: Kastelruth Bauparzelle: 360, 1387 Grundparzelle: 3176 |
| ja   | Datei hochladen | St. Magdalena in Tagusens ID: 15304                                | 46° 35′ 37″ N, 11° 33′ 19″ O Fraktion: Tagusens                  | 8. Apr. 1980 (BLR-LAB 1908)  | Turm und Schiffsmauern aus der ersten Hälfte des 14. Jahrhunderts, Umgestaltungen um 1500, 1687 und 1725 | KG: Kastelruth Bauparzelle: 264                           |
| ja   | Datei hochladen | St. Michael ID: 15301                                              | 46° 34′ 42″ N, 11° 36′ 7″ O Fraktion: St. Michael                | 8. Apr. 1980 (BLR-LAB 1908)  | Erwähnung 1353, romanischer Turm, um 1500 errichteter Chor, Langhaus im 17. Jahrhundert umgestaltet | KG: Kastelruth Bauparzelle: 188                           |
| ja   | Datei hochladen | St. Nikolaus in Tisens ID: 15303                                   | 46° 34′ 21″ N, 11° 32′ 54″ O Fraktion: Tisens                    | 8. Apr. 1980 (BLR-LAB 1908)  | Erwähnung 1353, spätgotische Kirche aus dem 16. Jahrhundert | KG: Kastelruth Bauparzelle: 222                           |
| ja   | Datei hochladen | St. Oswald ID: 15322                                               | 46° 33′ 26″ N, 11° 31′ 15″ O Fraktion: St. Oswald                | 8. Apr. 1980 (BLR-LAB 1908)  | romanischer Turm, Chor um 1400, im 16. Jahrhundert umgebaut | KG: Kastelruth Bauparzelle: 716                           |
| ja   | Datei hochladen | St. Valentin ID: 15316                                             | 46° 32′ 59″ N, 11° 33′ 47″ O Fraktion: St. Valentin              | 8. Apr. 1980 (BLR-LAB 1908)  | romanischer Turm mit Zwiebelhaube von 1811, Chor und Gewölbe spätgotisch | KG: Kastelruth Bauparzelle: 572                           |
| ja   | Datei hochladen | St. Vigil ID: 15319                                                | 46° 32′ 23″ N, 11° 32′ 22″ O Fraktion: St. Vigil                 | 8. Apr. 1980 (BLR-LAB 1908)  | spätgotischer Bau vom Ende des 15. Jahrhunderts | KG: Kastelruth Bauparzelle: 679                           |
| ja   | Datei hochladen | Törggele-Brücke ID: 18058                                          | 46° 33′ 52″ N, 11° 30′ 56″ O                                     |                              | stützenfreie Holzbrücke mit Schindeldach, an einem Balken steht die Jahreszahl 1804 | KG: Kastelruth Grundparzelle: 7089/2                      |
| ja   | Datei hochladen | Unterpray ID: 15282                                                | 46° 34′ 9″ N, 11° 33′ 39″ O                                      | 8. Apr. 1980 (BLR-LAB 1908)  | Ansitz | KG: Kastelruth Bauparzelle: 7                             |
| ja   | Datei hochladen | Unterstufles ID: 15302                                             | 46° 34′ 48″ N, 11° 36′ 0″ O Fraktion: St. Michael                | 8. Apr. 1980 (BLR-LAB 1908)  | Wohnhaus mit Fassadenfresken aus dem 18. Jahrhundert | KG: Kastelruth Bauparzelle: 193                           |
| ja   | Datei hochladen | Valentör ID: 15313                                                 | 46° 32′ 59″ N, 11° 34′ 56″ O Fraktion: St. Valentin              | 8. Apr. 1980 (BLR-LAB 1908)  | Wohnhaus mit Fassadenfresken aus dem Jahr 1822 | KG: Kastelruth Bauparzelle: 543/1                         |
| ja   | Datei hochladen | Villa Bergfried ID: 18207                                          | Hauensteinweg 46° 32′ 39″ N, 11° 33′ 57″ O Fraktion: Seis        | 30. Sep. 1996 (BLR-LAB 4591) | zweigeschoßiger Bau aus dem Jahr 1901, Balkonarchitektur über drei Geschoße | KG: Kastelruth Bauparzelle: 1549                          |
| ja   | Datei hochladen | Villa Felseck ID: 15326                                            | 46° 34′ 4″ N, 11° 33′ 25″ O                                      | 10. Jan. 1983 (BLR-LAB 120)  | erbaut 1904, Fassadenmalerei in neubarocken und Jugendstilformen | KG: Kastelruth Bauparzelle: 1561                          |
| ja   | Datei hochladen | Villa Friedmann ID: 50086                                          | 46° 32′ 42″ N, 11° 34′ 27″ O Fraktion: Seis                      | 3. Dez. 2001 (BLR-LAB 4377)  | ursprünglich ein Bauernhof, 1929 zu Sommerfrischhaus erweitert | KG: Kastelruth Bauparzelle: 1541                          |
| ja   | Datei hochladen | Ziuger-Stadl ID: 15318                                             | Rosengartenstraße 46° 33′ 3″ N, 11° 33′ 25″ O Fraktion: Seis     | 17. Dez. 1990 (BLR-LAB 8107) | erbaut 1829 | KG: Kastelruth Bauparzelle: 634                           |

Falls bei einem Baudenkmal keine Koordinaten bekannt sind, werden ersatzweise die Katasterdaten zum Zeitpunkt der Unterschutzstellung angegeben. Diese sind weder offiziell noch zwingend aktuell.
Die vom Landesdenkmalamt übernommenen Adressen können veraltet sein.
| Foto:   | Fotografie des Denkmals. Klicken des Fotos erzeugt eine vergrößerte Ansicht. Daneben finden sich zwei Symbole: |
| ID      | Identifikator beim Südtiroler Landesdenkmalamt                                                                 |
| KG      | Katastralgemeinde                                                                                              |
| MD      | Ministerialdekret                                                                                              |
| BLR-LAB | Beschluss der Landesregierung – Landesausschussbeschluss                                                       |

## Ehemalige Baudenkmäler
| Foto |                 | Bezeichnung        | Standort                                           | Eintragung                  | Beschreibung | Metadaten                       |
| ---- | --------------- | ------------------ | -------------------------------------------------- | --------------------------- | --- | ------------------------------- |
| ja   | Datei hochladen | Spitzegg ID: 15307 | 46° 34′ 7″ N, 11° 38′ 30″ O Fraktion: Runggaditsch | 8. Apr. 1980 (BLR-LAB 1908) | mittelalterliches Holz-Wohnhaus; am 23. April 2018 abgebrannt, Denkmalschutz mit BLR-LAB 880 vom 4. September 2018 aufgehoben. | KG: Kastelruth Bauparzelle: 335 |

Falls bei einem Baudenkmal keine Koordinaten bekannt sind, werden ersatzweise die Katasterdaten zum Zeitpunkt der Unterschutzstellung angegeben. Diese sind weder offiziell noch zwingend aktuell.
Die vom Landesdenkmalamt übernommenen Adressen können veraltet sein.
| Foto:   | Fotografie des Denkmals. Klicken des Fotos erzeugt eine vergrößerte Ansicht. Daneben finden sich zwei Symbole: |
| ID      | Identifikator beim Südtiroler Landesdenkmalamt                                                                 |
| KG      | Katastralgemeinde                                                                                              |
| MD      | Ministerialdekret                                                                                              |
| BLR-LAB | Beschluss der Landesregierung – Landesausschussbeschluss                                                       |